# Maryja Kalesnikawa

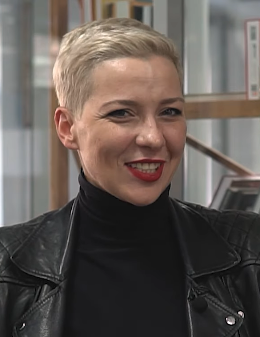
Maryja Kalesnikawa (2020)

Maryja Aljaksandrauna Kalesnikawa (belarussisch Марыя Аляксандраўна Калеснікава, russisch Мария Александровна Колесникова Marija Alexandrowna Kolesnikowa; von ihr selbst benutzte Transkription Maria Kalesnikava; geboren am 24. April 1982 in Minsk, Sowjetunion) ist eine belarussische Bürgerrechtlerin und Flötistin. Seit 2020 ist sie politische Gefangene in Belarus.

## Leben
Maryja Kalesnikawa absolvierte in Minsk ein Solistenstudium für Querflöte an der Belarussischen Staatlichen Musikakademie. Anschließend studierte sie Alte und Zeitgenössische Musik an der Musikhochschule Stuttgart. Daraufhin verbrachte sie mehrere Jahre im Ausland und nahm an zahlreichen deutschen und internationalen Festivals mit unterschiedlichen Ensembles teil. Seit 2016 unterrichtete sie klassische Musik und von 2017 an war sie als Projektleiterin des Artemp Festivals tätig. Sie spricht fließend Deutsch.

### Präsidentschaftswahl 2020 und Proteste

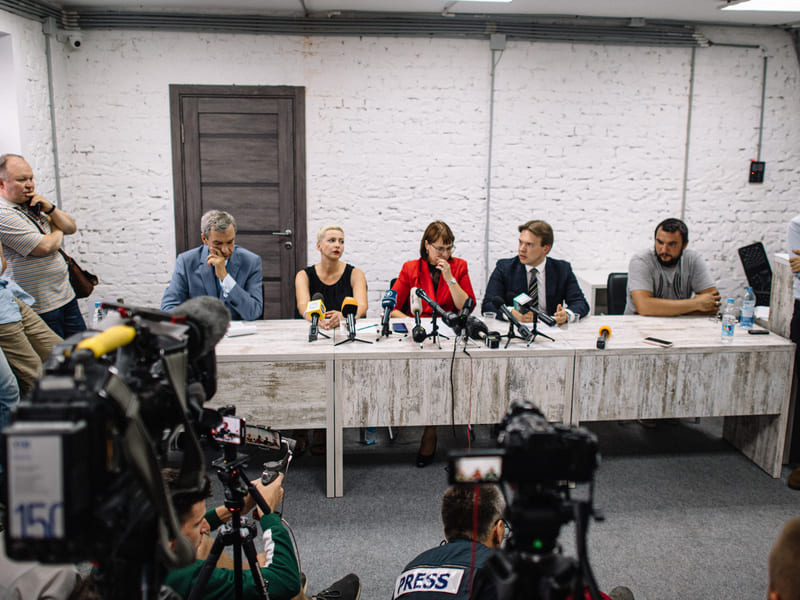
Koordinierungsrat (Präsidium)

Nach der Verhaftung des Oppositionspolitikers Wiktar Babaryka trat sie an dessen Stelle in den Präsidentschaftswahlkampf 2020 ein. Gemeinsam mit Swjatlana Zichanouskaja und Weranika Zepkala, der Ehefrau von Waleryj Zepkala, bildete sie vor der Präsidentschaftswahl ein Trio von Frauen gegen den regierenden Aljaksandr Lukaschenka, das schnell für die Regierung überraschende Erfolge erzielen konnte. „Das Auftreten der drei Frauen ist etwas Neues in Belarus. Ihre Sprache, ihr Gestus. Die eine zeigt immer ein Victory-Zeichen, die zweite reckt die rechte Faust, die dritte formt ihre Hände zu einem Herzen.“
Nach der Wahl, die international weitgehend als Scheinwahl bewertet wurde, blieb Maryja Kalesnikawa als einzige des Trios noch im Land, während es zu massiven Unruhen und zahlreichen Protesten gegen die Regierung kam. Durch repressive Maßnahmen seitens der Polizei und der Behörden wurden zahlreiche Demonstranten verletzt und festgenommen. Kalesnikawa gehörte dem von Swjatlana Zichanouskaja am 19. August 2020 in Belarus gegründeten Koordinierungsrat der Opposition für die Machtübertragung an. Anfang September 2020 gab Kalesnikawa die Gründung einer neuen Partei mit dem Namen Rasam (dt. Gemeinsam, russisch Вместе Wmeste) bekannt, die unabhängig vom Koordinierungsrat arbeitete.

### Festnahme im September 2020
Am 7. September 2020 berichteten Medien zunächst, dass Kalesnikawa festgenommen oder verschleppt worden sei. Sie sei in der Innenstadt von Minsk von bislang nicht identifizierten Personen festgesetzt worden. Die Polizei prüfe, ob sie entführt worden sei. Es wurde vermutet, man habe sie verschwinden lassen. Auch von zwei ihrer Mitarbeiter, Anton Radnjankou und Iwan Krauzou, fehlte jede Nachricht. Am selben Tag forderte der deutsche Außenminister Heiko Maas die belarussische Führung zur sofortigen Aufklärung des Verschwindens von Kalesnikawa auf und stellte öffentlich Überlegungen an, wie die EU gemeinschaftlich reagieren werde. Am 8. September berichteten Medien, dass Kalesnikawa an der Grenze zur Ukraine vom belarussischen Grenzschutz festgenommen wurde, weil sie sich angeblich „ihrer Abschiebung widersetzt“ und „ihren Pass zerrissen“ habe. Radnjankou und Krauzou wurden dagegen zur Ausreise genötigt. Von belarussischer Seite verlautete dagegen, auch Kalesnikawa sei nach vorübergehender Festsetzung in die Ukraine „ausgereist“. Der ukrainische Grenzschutz dementierte das. Der Koordinierungsrat der Oppositionsbewegung teilte mit, man wisse nicht, wo Kalesnikawa derzeit sei und könne nur bestätigen, dass sie das Land nicht habe freiwillig verlassen wollen.
In einem Interview sagte der Vizeinnenminister der Ukraine, dass es keine Ausreise Kalesnikawas gegeben habe, sondern dass eine Deportation durch den KGB an ihrem tapferen Verhalten gescheitert sei; dies bestätigte später auch Iwan Krawzow. Ihre Familie teilte mit, laut einer Information der Ermittlungsbehörde befinde sich Maryja Kalesnikawa in einem Untersuchungsgefängnis in der Hauptstadt Minsk; ihr werde „Aufruf zur Machtübernahme und der gewaltsamen Änderung der Verfassung“ vorgeworfen.
In Minsk gab es am 9. September 2020 Solidaritätskundgebungen, bei denen Menschen auch die Freilassung Kalesnikawas und der anderen politischen Gefangenen forderten. Es erfolgten dabei erneut mehrere Festnahmen.
Am 10. September 2020 teilte Kalesnikawa mit, ihr sei mit Zerstückelung ihrer Leiche und einer 25-jährigen Freiheitsstrafe gedroht worden. Sie stellte daher Strafanzeige gegen die Behörden, insbesondere den belarussischen KGB und die OMON wegen Morddrohung. Gemäß ihrer Anwältin habe Kalesnikawa Quetschungen und Blutergüsse davongetragen. Claudia Roth, Vizepräsidentin des Deutschen Bundestages, übernahm zunächst die Patenschaft für die politische Gefangene. Thomas Rachel, Bundestagsabgeordneter und ehemaliger Parlamentarischer Staatssekretär, hat im Rahmen des Patenschaftsprogramms des Deutschen Bundestages „Parlamentarier schützen Parlamentarier“ die Patenschaft für Kalesnikawa übernommen. Durch eine gemeinsame Erklärung von zwölf Organisationen (Wjasna, der Belarussische Journalistenverband, das Belarussische Helsinki-Komitee u. a.) wurde sie am 10. September 2020 als politische Gefangene anerkannt. Am 11. September 2020 erkannte Amnesty International Kalesnikawa als gewaltlose politische Gefangene an. Kurz darauf wurde Kalesnikawa in ein Gefängnis in der Stadt Schodsina nordöstlich von Minsk verlegt.
Am 13. September 2020 rief die Opposition wieder zu Massenprotesten im Land auf. In Minsk wurde ein „Marsch der Helden“ abgehalten, bei dem auch an Kalesnikawa gedacht wurde.

### Anklage und Verurteilung
Am 16. September 2020 wurde gegen Kalesnikawa Anklage wegen „Gefährdung der staatlichen Sicherheit“ erhoben. Nach Aussage der Ermittlungsbehörde habe die Beschuldigte mit Hilfe des Internets und der Massenmedien zu Handlungen aufgerufen, die gegen die nationale Sicherheit gerichtet gewesen seien, und sie habe Belarus Schaden zufügen wollen. Die Anwältin Kalesnikawas, Ljudmila Kasak, nannte die Anschuldigungen gegen ihre Mandantin absurd, sie habe sich an einer illegalen Machtergreifung versucht. Die Öffentlichkeit war von der Teilnahme an der Verhandlung gegen Kalesnikawa und den Mitangeklagten Maksim Snak vor dem Gericht des Minsker Bezirks ausgeschlossen, die Beteiligten wurden zur Verschwiegenheit verpflichtet. Am 6. September 2021 wurde Kalesnikawa zu elf Jahren Haft verurteilt, Snak zu zehn Jahren.
Der Europarat kündigte nach Kalesnikawas Verhaftung eine Untersuchung von Menschenrechtsverstößen in Belarus an. Der Menschenrechtsausschuss der Parlamentarischen Versammlung des Europarats (PACE) verurteilte die politische Gewalt in Belarus. Bezogen auf die Festnahme Kalesnikawas äußerte sich der grüne Ministerpräsident Baden-Württembergs, Winfried Kretschmann, in einem Brief an den Botschafter von Belarus, Denis Sidorenko. Darin forderte Kretschmann ein Ende des Vorgehens gegen Andersdenkende. Über Kalesnikawa, die in Stuttgart studiert hatte, sagte er: „Seit Wochen ist sie eine Vorreiterin bei den Demonstrationen der Opposition, plädierte dabei aber immer für völlige Gewaltlosigkeit der Proteste.“ Die Führung in Belarus müsse mit EU-Sanktionen rechnen, wenn sie ihren Kurs nicht ändere. Die Menschenrechtsorganisation Amnesty International erklärte, dass Kalesnikawa keine international anerkannte Straftat begangen habe und allein wegen ihrer Ausübung der Rechte auf freie Meinungsäußerung, Vereinigungsfreiheit und friedliche Versammlung strafrechtlich verfolgt werde. Amnesty International stufte sie daher als politische Gefangene ein und forderte ihre umgehende Freilassung. Am 15. Juni 2022 erinnerte ein Konzert bei den Ludwigsburger Schlossfestspielen an sie, das der belarussische Dirigent Vitali Alekseenok leitete.
Ende November 2022 wurde bekannt, dass Kalesnikawa auf einer Intensivstation eines Notfallkrankenhauses der Stadt Homel liege. Sie war zuvor in der Strafkolonie wohl in Einzelhaft. Zwar sei sie wieder bei Bewusstsein, doch werde ihr der Kontakt zu ihrer Familie oder ihren Anwälten verweigert. Am 2. Dezember 2022 veröffentlichten die Belarusische Gemeinschaft „Razam“ und das regierungskritische Internetprojekt Botschaft des Volkes von Belarus einen offenen Brief an den deutschen Bundeskanzler Olaf Scholz mit der Bitte, konkrete Schritte wie den Besuch eines deutschen Ärzteteams in Anwesenheit des deutschen Botschafters einzuleiten, um Maryja Kalesnikawa zu helfen. Den Brief unterschrieben innerhalb weniger Tage über 1000 Personen. Ende August 2024 äußerte sich die belarussische Opposition besorgt über den Gesundheitszustand von Kalesnikawa. Die 42-Jährige wiege nur noch 45 Kilogramm. Sie werde „ausgehungert“ und „unter schrecklichen Bedingungen in ständiger Isolation gehalten“, erklärte die im Exil lebende Oppositionsführerin Swjatlana Zichanouskaja. Kalesnikawa sei „mittelalterlichen Grausamkeiten“ und einem „Mord auf Raten“ ausgesetzt. Im November 2024 gab es ein weiteres Lebenszeichen von Kalesnikawa.

## Auszeichnungen
- 2020: Sacharow-Preis (Preis für Demokratie und Menschenrechte)[46][47]
- 2021: Lew-Kopelew-Preis[48]
- 2021: Fritz-Csoklich-Preis[49]
- 2021: Stuttgarter Friedenspreis[50]
- 2021: International Women of Courage Award[51]
- 2021: Menschenrechtspreis der Gerhart und Renate Baum-Stiftung[52]
- 2021: Václav-Havel-Menschenrechtspreis[27]
- 2022: Theodor-Haecker-Preis[53][54]
- 2022: Karlspreis, gemeinsam mit Swjatlana Zichanouskaja und Weranika Zepkala[55][56]
- 2022: Stig-Dagerman-Preis[57]
- 2022: Ehrenprofessur der Universität Mozarteum[58]
- 2023: Ehrendoktorwürde der Kunstuniversität Graz[59]
- 2025: Günter-Wallraff-Preis für Pressefreiheit und Menschenrechte[60]